# Linguliformea
Los linguliformes (Linguliformea) son un subfilo de braquiópodos inarticulados. Estos fueron los primeros braquiópodos que aparecieron en el registro fósil ya que su rango se extiende desde el inicio del Cámbrico (541 millones de años) hasta la actualidad. Se diversificaron rápidamente durante el Cámbrico y el Ordovícico, pero la mayoría de las familias se extinguieron al final del Devónico.
Estos braquiópodos tienen músculos aductores y oblicuos, pero no tienen músculos diductores. El ano se encuentra al costado del cuerpo. El pedículo es una extensión hueca de la pared ventral del cuerpo. La pared posterior del cuerpo separa los mantos dorsal y ventral.
Las conchas generalmente están compuestas de apatita (fosfato de calcio), sin embargo en casos raros tienen conchas de calcita o aragonita.

## Taxonomía
Incluye las siguientes clases y órdenes:
- Linguliformea
  - Clase Paterinata†
  - Clase Lingulata
    - Lingulida
    - Acrotretida†
    - Siphonotretida†

  - † Géneros Setatella y Micrina[3][4]